# Matrinchã
Matrinchã é um município brasileiro do estado de Goiás.

## História
Matrinchã, inicialmente chamada de Santa Luzia de Matrinchã; no início da década de 1970, Jofre Freire de Andrade dono da fazenda Matrinchã, junto com seu filho José dos Reis Freire de Andrade que era dono da fazenda Morrinhos, Abelirio Claro Feitosa e o padre Costa, ansiavam pela criação de um povoado organizado: Para a criação do povoado os senhores Jofre e Abelírio autorizaram a sua instalação na fronteira de suas fazendas. Um cruzeiro foi erguido em 1971, no local onde mais tarde seria edificada a igreja católica. O povoado era então conhecido como Santa Luzia de Matrinchã, nome em reverência a santa devotada pelos moradores, ao córrego que passa pelo local e a Fazenda Matrinchã, assim  iniciou o município de Matrinchã no Estado de Goiás.

## Geografia
| População no último censo [2010] | 4.414 pessoas |

Sua população em 2020 é estimada de 4336 pessoas.
É uma cidade banhada pelo Rio Vermelho, que possui belas praias fluviais, onde se pratica acampamentos nas épocas de temporada. Sua fauna e flora estão bem preservadas.

## Economia
A agricultura e a pecuária sustentam a economia do lugar. A partir de 2010 confecções vêm se estabelecendo na cidade, gerando empregos e aquecendo a economia.

## Turismo
Entre suas festas destacam-se o Festinchã (Festival de Música e Interpretações de Matrichã), um festival que atrai artistas de todo o estado e de estados vizinhos. Uma lenda viva desse festival é o baiano José Nilton, conhecido como Pé de Anjo.
Todo ano também acontece a Festa do Peão, onde peões de toda parte do estado chegam para tentar ganhar as honras e o prêmio da competição de montaria.
Outra festa importante do município é a festa da igreja católica, tendo como principal atração o leilão de prendas. A renda da festa é revertida em prol da igreja e de obras sociais.
E também a festas de quadrilha, que acontecem todos os anos, alegrando a população e aos visitantes.